# Sam Rukundo
Sam Rukundo (ur. 18 kwietnia 1980) – ugandyjski bokser posiadający także obywatelstwo szwedzkie, reprezentant Ugandy podczas IO w Atenach.

## Kariera amatorska
W 2004 r., Rukundo zakwalifikował się na igrzyska olimpijskie w Atenach, zdobywając srebrny medal podczas kwalifikacji dla Afryki. W finale pokonał go reprezentant Mauritiusu Michael Medor.
W 1. rundzie igrzysk, Rukundo trafił na mocnego rywala, Marokańczyka Tahara Tamsamaniego, który w 2000 r. zdobył brązowy medal podczas igrzysk w Sydney. Rukundo zwyciężył 30:22, eliminując rywala. W 2. rundzie zmierzył się z Portorykańczykiem Alexem de Jesúsem, którego pokonał 24:22, przechodząc do ćwierćfinału zawodów. W ćwierćfinale rywalem Ugandyjczyka był Murat Chraczow. Rukuno odpadł z igrzysk, przegrywając z Rosjaninem 18:31.

## Walki olimpijskie 2004 - Ateny
| Runda       | Przeciwnik      | Wynik |
| ----------- | --------------- | ----- |
| 1           | Tahar Tamsamani | 30:22 |
| 2           | Alex de Jesús   | 24:22 |
| ćwierćfinał | Murat Chraczow  | 18:31 |